# Mistrzostwa Europy w Łucznictwie Polowym 2007
17. Mistrzostwa Europy w łucznictwie polowym odbyły się w dniach 6–11 sierpnia 2007 roku w Bjelovarze (Chorwacja). Zawodniczki i zawodnicy startowali w konkurencji łuków dowolnych, gołych oraz bloczkowych.
Polacy nie startowali.

## Medaliści

### Kobiety
| Konkurencja:     | Złoto:                                                     | Srebro:                                                    | Brąz:                                                 |
| łuk dowolny      | Amy Oliver                                                 | Jessica Tomasi                                             | Lisa Unruh                                            |
| łuk bloczkowy    | Ingrid Olofsson                                            | Amalia Stucchi                                             | Silke Höttecke                                        |
| łuk goły         | Annika Åhlund                                              | MaryAnn Richardson                                         | Anne Viljanen                                         |
| zawody drużynowe | Słowenia · Andreja Izgoršek · Dolores Čekada · Maja Marcen | Wielka Brytania · Jane Rees · Amy Oliver · Tracey Anderson | Niemcy · Monika Jentges · Lisa Unruh · Silke Höttecke |

### Mężczyźni
| Konkurencja:     | Złoto:                                                         | Srebro:                                                | Brąz:                                               |
| łuk dowolny      | Björn Jansson                                                  | Sebastian Rohrberg                                     | Alvise Bertolini                                    |
| łuk bloczkowy    | Tom Henriksen                                                  | Niels Baldur                                           | Morgan Lundin                                       |
| łuk goły         | Erik Jonsson                                                   | Pasi Ahjokiv                                           | Giuseppe Seimandi                                   |
| zawody drużynowe | Włochy · Giuseppe Seimandi · Alvise Bertolini · Antonio Pompeo | Szwecja · Morgan Lundin · Erik Jonsson · Björn Jansson | Słowenia · Mihael Kosec · Ivan Muznik · Dejan Sitar |

### Juniorki
| Konkurencja:  | Złoto:          | Srebro:             | Brąz:           |
| łuk dowolny   | Stefania Rolle  | Eva Spálenková      | Reetta Ylöstalo |
| łuk bloczkowy | Malin Johansson | Anastasia Anastasio | Zsófia Gyenge   |

### Juniorzy
| Konkurencja:  | Złoto:          | Srebro:         | Brąz:             |
| łuk dowolny   | Sebastian Djerf | Mark Nesbitt    | Chris Wells       |
| łuk bloczkowy | Mikael Roos     | Balázs Berencsi | Daniele Raffolini |
| łuk goły      | Andreas Mouwitz | Mattia Careggio | Jan Glinz         |

## Klasyfikacja medalowa
| Lp. | Państwo         | Złoto | Srebro | Brąz | Razem |
| 1.  | Szwecja         | 8     | 1      | 1    | 10    |
| 2.  | Włochy          | 2     | 4      | 3    | 9     |
| 3.  | Wielka Brytania | 1     | 3      | 1    | 5     |
| 4.  | Dania           | 1     | 1      | 0    | 2     |
| 5.  | Słowenia        | 1     | 0      | 1    | 2     |
| 6.  | Niemcy          | 0     | 1      | 3    | 4     |
| 7.  | Finlandia       | 0     | 1      | 2    | 3     |
| 8.  | Czechy          | 0     | 1      | 1    | 2     |
| 8.  | Węgry           | 0     | 1      | 1    | 2     |